# The Simpsons Wrestling
Vous lisez un « bon article » labellisé en 2010.
The Simpsons Wrestling est un jeu vidéo de catch basé sur l'univers de la série Les Simpson, sorti sur PlayStation. Il est développé par Big Ape Productions et édité par Fox Interactive et Activision. Sa sortie a lieu le 22 mars 2001 en zone PAL — dont l'Europe fait partie — et le 12 avril 2001 en Amérique du Nord.
Dix-huit personnages sont présents dans le jeu, chacun étant doublé par les mêmes acteurs que ceux de la série d'animation. Chaque personnage dispose de ses propres mouvements qu'il peut exécuter sur le ring. Les matchs se tiennent dans différents endroits de la ville de Springfield modélisés en 3D ; ils se terminent lorsque l'un des personnages maintient au sol les épaules de son adversaire pendant un compte de trois par l'arbitre.
Le jeu est mal accueilli par la presse spécialisée et obtient une moyenne de seulement 32 % sur le site web Metacritic. Les critiques pointent du doigt la mauvaise qualité des graphismes et le gameplay simpliste et déséquilibré, mais apprécient cependant la bande-son du jeu.

## Système de jeu
The Simpsons Wrestling propose dix-huit personnages différents, chacun étant doublé par les mêmes acteurs que ceux de la série d'animation. Les personnages sont Homer, Bart, Lisa, Marge, Barney, Krusty, Apu, Willie, l'homme-abeille, Moe, Ned Flanders, le Professeur Frink, M. Burns et Waylon Smithers, Kang et Kodos, Itchy et Scratchy. Chacun d'entre eux possède ses propres mouvements.
Durant les matchs, les catcheurs possèdent une barre de vie qui se vide lorsqu'ils effectuent des mouvements spéciaux et qui se remplit progressivement s'ils ne sont pas attaqués. Les différents mouvements utilisent des quantités d'énergie différentes ; certains personnages peuvent gagner un match en utilisant répétitivement un même mouvement ne demandant pas beaucoup d'énergie. Plusieurs bonus sont également disponibles, dont un donut, des quilles et des chewing-gums.
Les matchs prennent place dans dix lieux différents de la ville de Springfield modélisés en 3D, comme la maison des Simpson, la centrale nucléaire de Springfield, le Kwik-E-Mart ou la Taverne de Moe. Si le joueur recueille les objets nécessaires, il peut aussi se moquer de son adversaire et devenir temporairement invincible. Le match se termine lorsque l'un des personnages maintient au sol les épaules de son adversaire pendant un compte de trois par l'arbitre.

## Développement
The Simpsons Wrestling est développé par Big Ape Productions. C'est à l'E3 2000 que le studio Fox Interactive annonce la production et l'édition du jeu pour la console PlayStation. La directrice de Fox Interactive, Karly Young, déclare que la société a reçu des réactions très positives à ses précédents jeux des Simpson et qu'ils veulent donc donner aux fans « une autre dose de Bart et Homer — cette fois-ci pour les joueurs de PlayStation ».
Les mois suivants, Fox Interactive cherche un partenaire pour l'aider à éditer le titre. Activision, qui connait l'intérêt des joueurs occasionnels pour la licence des Simpson, annonce le 12 mars 2001 que le studio a signé un contrat avec Fox Interactive lui permettant d'éditer The Simpsons Wrestling en Amérique du Nord. Kathy Vrabeck, vice-présidente d'Activision, commente que « Les Simpson constituent une franchise qui rencontre un succès phénoménal sur toutes sortes de médias, dont le divertissement interactif. Notre implication dans ce jeu renforce notre stratégie mettant en avant des produits basés sur des marques influentes et reconnaissables ».

## Accueil
Le jeu reçoit principalement des critiques négatives, obtenant une moyenne de 41 % sur GameRankings. Les compliments faits au jeu concernent surtout sa bande-son, qui contient les voix des doubleurs des Simpson. Le titre est critiqué pour la mauvaise qualité de ses graphismes et son gameplay simpliste et déséquilibré.
Doug Perry d'IGN décrit The Simpsons Wrestling comme l'un des jeux les plus « laids » qu'il ait jamais vus. Il fait valoir que les graphismes sont « instables » et que les lignes des personnages semblent « brisées ». Andrew Reiner de Game Informer critique la conception, en affirmant que le jeu ne réunit pas les qualités d'un jeu de catch et que les personnages sont « affreux ». Il souligne que le joueur doit « taper bêtement son adversaire » en écrasant sans cesse les boutons. À l'inverse, GameZone qualifie les graphismes d'« assez bons, bien que parfois légèrement brisés au cours des combats ». Perry note également qu'il y a peu de catch dans le jeu, et que le gameplay consiste uniquement à écraser les boutons et qu'aucune dextérité n'était nécessaire.
Le test de GameZone loue la bande-son et fait remarquer que le jeu est « fun » et que les personnages vont « faire sourire » les joueurs. Reiner salue également la bande-son, à l'instar de David Gibbon de la BBC qui estime que le résultat sonore final ne décevra pas les fans.
Reiner déclare que le jeu est une grande déception, estimant que c'est « l'un des pires jeux PlayStation à ce jour ». Pour GameZone, ce n'est peut-être pas le meilleur jeu de catch disponible, mais il offre « ce qui est promis sur la pochette ». Frank Provo de GameSpot met lui aussi en avant la mauvaise qualité du gameplay, lui reconnaissant toutefois un certain charme, et lui accorde la note de 6,4/10.
Du côté de la presse francophone, Gamekult se montre très sévère, notant que « Simpsons Wrestling n'a finalement rien à voir avec le catch ». Le test pointe enfin le fait que les personnages « ont un éventail de coups très limité ».